# Giro d’Italia 2023/16. Etappe
Die 16. Etappe des Giro d’Italia 2023 fand am 23. Mai 2023 statt und endete mit der dritten Bergankunft der 106. Austragung des italienischen Etappenrennens. Die Strecke führte von Sabbio Chiese über 203 Kilometer auf den Monte Bondone, wo sich das Ziel auf 1632 Metern Seehöhe befand. Nach der Etappe hatten die Fahrer insgesamt 2787,6 Kilometer zurückgelegt, was 80,2 % der Gesamtdistanz entspricht. Die Organisatoren der Rundfahrt bewerteten die Schwierigkeit der Etappe mit fünf von fünf Sternen.

## Streckenverlauf
Der neutralisierte Start erfolgte in Sabbio Chiese auf der Via Silvio Moretti unweit der Rocca di Sabbio. Im Anschluss führte die Strecke auf die SPiv, auf der das Rennen nach 6,5 Kilometern bei Carpeneda freigegeben wurde.
Nach dem offiziellen Start führte die Strecke entlang des Chiese nach Salò, wo die Fahrer das Ufer des Gardasees erreichten. Nun ging es entlang des Westufers über Toscolano Maderno, Gargnano und Limone sul Garda in Richtung Norden, wobei zahlreiche Tunnelpassagen durchfahren wurden. Bei Riva del Garda wurde nach rund 50 Kilometern das Nordufer des Sees erreicht, ehe die Fahrer über Nago-Torbole nach Bolognano gelangten, wo der Anstieg des Passo di Santa Barbara (1169 m) begann. Dieser war 12,7 Kilometer lang und wies eine Durchschnittssteigung von 8,3 % auf. Die Kuppe des Passes der 1. Kategorie wurde nach 76,8 Kilometern überquert, ehe eine kurze Zwischenabfahrt nach Ronzo-Chienis folgte, die zum Fuß des 4,5 Kilometer langen Passo Bordala (1253 m) führte. Hier wurde eine Bergwertung der 3. Kategorie abgenommen, bevor eine lange Abfahrt nach Rovereto folgte, wo nach 103,5 Kilometern der erste Zwischensprint ausgefahren wurde. Unmittelbar darauf begann die Straße wieder zu steigen und führte über Albaredo nach Matassone, wo nach 116,4 Kilometern eine Bergwertung der 2. Kategorie abgenommen wurde. Nun folgte eine flache Abfahrt mit zahlreichen Gegensteigungen, die über Anghebeni nach Noriglio führte. Als Nächstes stand ein Anstieg der 2. Kategorie in Serrada auf dem Programm, der nach 153,5 Kilometern überquert wurde. Über Folgaria gelangten die Fahrer zurück ins Tal und fuhren in Aldeno 21,9 Kilometer vor dem Ziel den zweiten Zwischensprint aus.
In Aldeno begann zudem der Schlussanstieg auf den Monte Bondone (1632 m), dessen Südauffahrt über Garniga Terme befahren wurde. Die ersten sieben Kilometer des Anstiegs führten über Covelo und wiesen abgesehen von einem kurzen Flachstück eine durchschnittliche Steigung von rund 8 % auf, wobei speziell im unteren Teil Passagen von über 10 % absolviert werden mussten. Im Anschluss folgte bei Garniga Terme ein fünf Kilometer langer flacherer Abschnitt, ehe die Straße erneut stärker zu steigen begann. Auf den nachfolgenden acht Kilometern sank die Steigung kaum unter 8 % und erreichte den Maximalwert von 15 %. Beim Caserme Austroungariche flachte Straße rund drei Kilometer vor dem Ziel erneut ab, ehe die Fahrer kurz vor dem letzten Kilometer rechts abbogen, wo sich das Ziel auf der SP 85 befand. Insgesamt wies der 21,4 Kilometer lange Anstieg des Monte Bondone eine durchschnittliche Steigung von 6,7 % auf und war als Bergwertung der 1. Kategorie klassifiziert.
|                            | Ort                    | Kilometer | Länge (km) | Höhe (m) | Ø Steigung | max. Steigung |
| -------------------------- | ---------------------- | --------- | ---------- | -------- | ---------- | ------------- |
| neutralisierter Start      | Sabbio Chiese          | −6,5      |            |          |            |               |
| offizieller Start          | Carpeneda              | 0         |            |          |            |               |
| Bergwertung (1. Kategorie) | Passo di Santa Barbara | 76,8      | 12,7       | 1169     | 8,3 %      | 14 %          |
| Bergwertung (3. Kategorie) | Passo Bordala          | 84,2      | 4,5        | 1253     | 6,7 %      | 12 %          |
| Zwischensprint             | Rovereto               | 103,5     |            |          |            |               |
| Bergwertung (2. Kategorie) | Matassone              | 116,4     | 11,4       | 832      | 5,6 %      | unbekannt     |
| Bergwertung (2. Kategorie) | Serrada                | 153,5     | 17,7       | 1250     | 5,5 %      | 11 %          |
| Zwischensprint             | Aldeno                 | 181,1     |            |          |            |               |
| Bergwertung (1. Kategorie) | Monte Bondone          | 203       | 21,4       | 1632     | 6,7 %      | 15 %          |
| Ziel                       | Monte Bondone          | 203       |            |          |            |               |

## Rennverlauf
Amanuel Ghebreigzabhier (Trek-Segafredo), Simon Clarke (Israel-Premier Tech) und Davide Ballerini (Soudal Quick-Step) nahmen die 16. Etappe nach dem zweiten Ruhetag nicht in Angriff. In der frühen Rennphase kam es immer wieder zu Angriffen, ehe sich mehrere Fahrer vom Hauptfeld lösten. Laurens De Plus (Ineos Grenadiers), Sepp Kuss (Jumbo-Visma) und Lorenzo Fortunato (Eolo-Kometa Cycling Team) kamen in der hektischen Startphase zu Sturz, konnten das Rennen jedoch wieder aufnehmen. Kurz vor dem ersten Anstieg des Tages formierte sich eine große Fluchtgruppe in der 26 Fahrer vertreten waren. Teil der Gruppe waren (Geordnet nach dem bestplatzierten Fahrer in der Gesamtwertung der Mannschaften): Aurélien Paret-Peintre, Valentin Paret-Peintre (AG2R Citroën Team), Jack Haig, Jonathan Milan (beide Bahrain Victorious), Patrick Konrad, Cesare Benedetti (beide Bora-hansgrohe), Toms Skujiņš (Trek-Segafredo), Jonathan Lastra, Thomas Champion (beide Cofidis), Derek Gee (Israel-Premier Tech), Diego Ulissi (UAE Team Emirates), Filippo Zana, Michael Hepburn (beide Team Jayco AlUla), Alessandro Tonelli, Davide Gabburo, Martin Marcellusi, Filippo Magli (alle vier von Green Project-Bardiani CSF-Faizanè), Mattia Bais (Eolo-Kometa), Ben Healy (EF Education-EasyPost), Christian Scaroni, Wadim Pronski (beide Astana Qazaqstan Team), Carlos Verona (Movistar Team), Ben Swift, Salvatore Puccio (beide Ineos Grenadiers), Veljko Stojnić und Nicolas Dalla Valle (Team Corratec-Selle Italia). Der bestplatzierte Aurélien Paret-Peintre wies in der Gesamtwertung einen Rückstand von viereinhalb Minuten auf (Platz 13).
Im Anstieg des Passo di Santa Barbara übernahm die Jumbo-Visma-Mannschaft die Tempoarbeit im Peloton, sodass sich der Vorsprung der Ausreißer bei rund drei Minuten einpendelte. Die Bergwertung sicherte sich der Ire Ben Healy, der somit virtuell das Blaue Trikot von Davide Bais (Eolo-Kometa) übernahm. Kurz darauf überquerte er den Passo Bordala als zweiter hinter Davide Gabburo und baute seinen Vorsprung in der Sonderwertung weiter aus. Etwa zur Hälfte der Renndistanz wurde in Rovereto der erste Zwischensprint ausgefahren, bei dem sich Jonathan Milan, der Führende der Punktewertung, durchsetzte. Kurz drauf ließ er sich von der Ausreißergruppe zurückfallen. Im Anstieg nach Matassone lösten sich mit Christian Scaroni, und Wadim Pronski die beiden Astana Qazaqstan Fahrer der Ausreißergruppe und setzten sich an die Spitze des Rennens. Die beiden überquerten die Kuppe des Anstiegs mit einem Vorsprung von über einer Minute, ehe sich Davide Gabburo die weiteren Punkte vor Ben Healy sicherte.
Im anschließenden Anstieg nach Serrada wurden die beiden Astana Qazaqstan Fahrer wieder gestellt, während die Ausreißergruppe zerfiel. Carlos Verona sicherte sich die meisten Punkte bei der Bergwertung vor Ben Healy. Mit Aurélien Paret-Peintre, Valentin Paret-Peintre, Jack Haig, Patrick Konrad, Jonathan Lastra, Derek Gee, Diego Ulissi, Filippo Zana, Ben Healy, Carlos Verona, Ben Swift und Wadim Pronski verblieben zwölf Fahrer an der Spitze des Rennens. Beim zweiten Zwischensprint sicherte sich Jack Haig drei Bonussekunden, während sich Valentin Paret-Peintre und Diego Ulissi die weiteren Zeitbonifikationen sicherten. Bei der Einfahrt in den Schlussanstieg des Monte Bondone lag Aurélien Paret-Peintre virtuell knapp hinter dem gesamtführenden Bruno Armirail (Groupama-FDJ), der sich im reduzierten Hauptfeld befand, das von der Jumbo-Visma-Mannschaft angeführt wurde.
Im 21,4 Kilometer langen Schlussanstieg verlor die Ausreißergruppe bereits früh an Zeit, da die Jumbo-Visma-Mannschaft das Tempo weiter hochhielt. Rund 14 Kilometer vor dem Ziel fiel Rohan Dennis (Jumbo-Visma) nach getaner Führungsarbeit zurück und das UAE Team Emirates forcierte mit Davide Formolo und Jay Vine die Geschwindigkeit erneut. 10 Kilometer vor dem Ziel konnte Bruno Armirail dem Tempo der Favoriten nicht mehr folgen und fiel zurück. Kurz darauf wurde die Ausreißergruppe gestellt und Jay Vine lancierte einen Angriff für seinen Kapitän João Almeida. Der Führende der Nachwuchswertung attackierte rund 8,5 Kilometer vor dem Ziel und einzig Geraint Thomas (Ineos Grenadiers), Primož Roglič, Sepp Kuss (beide Jumbo-Visma), sowie Eddie Dunbar und Filippo Zana (beide Jayco AlUla) konnten ihm folgen. Nachdem sich die Sechsergruppe etwas von den anderen Gesamtklassement-Fahrern abgesetzt hatte, übernahm Filippo Zana, der in der ursprünglichen Ausreißergruppe gewesen war, die Führungsarbeit. Nachdem er zurückgefallen war, griff Joao Almeida erneut an, konnte sich jedoch nicht entscheidend absetzen. Während Sepp Kuss die Lücke zu schließen versuchte, konnte Primož Roglič das Hinterrad seines Teamkollegen 4,5 Kilometer vor dem Ziel nicht mehr halten. Geraint Thomas nutzte die Schwäche seines Konkurrenten und schloss kurz darauf zu João Almeida auf, mit dem er die letzten Kilometer absolvierte. Im Zielsprint setzte sich João Almeida vor Geraint Thomas durch, der das Rosa Trikot übernahm. Primož Roglič erreichte das Ziel als Dritter zeitgleich mit Eddie Dunbar und wies einen Rückstand von 25 Sekunden auf. Hinter Sepp Kuss folgten die weiteren Gesamtklassement-Fahrer, die über eine Minute auf den Etappensieger verloren. Bruno Armirail erreichte das Ziel mit einem Rückstand von vier Minuten und 24 Sekunden.
In der Gesamtwertung liegt Geraint Thomas nun 18 Sekunden vor João Almeida, der weiterhin die Nachwuchswertung anführt. Primož Roglič liegt auf dem dritten Gesamtrang und weist einen Rückstand von 29 Sekunden auf. Dahinter folgen Damiano Caruso (Bahrain Victorious) und Eddie Dunbar, die jedoch bereits rund drei Minuten zurückliegen. In der Bergwertung übernahm Ben Healy das Blaue Trikot von Davide Bais und liegt mit 20 Punkten voran. Jonathan Milan verteidigte das Violette Trikot der Punktewertung. Pavel Sivakov (Ineos Grenadiers) gab das Rennen aufgrund seiner Sturzverletzungen auf, die er sich auf der 11. Etappe zugezogen hatte.

## Ergebnis
| \| Etappenergebnis \| Etappenergebnis \| Etappenergebnis \| Etappenergebnis \| Etappenergebnis \| \| Fahrer \| Fahrer \| Land \| Team \| Zeit \| \| --------------- \| --------------- \| ---------------------- \| ------------------ \| --------------- \| \| 1. \| João Almeida \| Portugal \| UAE Team Emirates \| 5 h 53 min 27 s \| \| 2. \| Geraint Thomas \| Vereinigtes Königreich \| Ineos Grenadiers \| + 0 s \| \| 3. \| Primož Roglič \| Slowenien \| Jumbo-Visma \| + 25 s \| \| 4. \| Eddie Dunbar \| Irland \| Team Jayco AlUla \| + 25 s \| \| 5. \| Sepp Kuss \| Vereinigte Staaten \| Jumbo-Visma \| + 1 min 03 s \| \| 6. \| Ilan Van Wilder \| Belgien \| Soudal Quick-Step \| + 1 min 16 s \| \| 7. \| Damiano Caruso \| Italien \| Bahrain Victorious \| + 1 min 16 s \| \| 8. \| Einer Rubio \| Kolumbien \| Movistar Team \| + 1 min 16 s \| \| 9. \| Laurens De Plus \| Belgien \| Ineos Grenadiers \| + 1 min 16 s \| \| 10. \| Thymen Arensman \| Niederlande \| Ineos Grenadiers \| + 1 min 16 s \| |                 |                        |                    |                 |
| |                 |                        |                    |                 |
| Quelle: ProCyclingStats |                 |                        |                    |                 |
| Etappenergebnis |                 |                        |                    |                 |
| Fahrer | Fahrer          | Land                   | Team               | Zeit            |
| 1. | João Almeida    | Portugal               | UAE Team Emirates  | 5 h 53 min 27 s |
| 2. | Geraint Thomas  | Vereinigtes Königreich | Ineos Grenadiers   | + 0 s           |
| 3. | Primož Roglič   | Slowenien              | Jumbo-Visma        | + 25 s          |
| 4. | Eddie Dunbar    | Irland                 | Team Jayco AlUla   | + 25 s          |
| 5. | Sepp Kuss       | Vereinigte Staaten     | Jumbo-Visma        | + 1 min 03 s    |
| 6. | Ilan Van Wilder | Belgien                | Soudal Quick-Step  | + 1 min 16 s    |
| 7. | Damiano Caruso  | Italien                | Bahrain Victorious | + 1 min 16 s    |
| 8. | Einer Rubio     | Kolumbien              | Movistar Team      | + 1 min 16 s    |
| 9. | Laurens De Plus | Belgien                | Ineos Grenadiers   | + 1 min 16 s    |
| 10. | Thymen Arensman | Niederlande            | Ineos Grenadiers   | + 1 min 16 s    |

## Gesamtstände
| \| Gesamtwertung \| Gesamtwertung \| Gesamtwertung \| Gesamtwertung \| Gesamtwertung \| \| Fahrer \| Fahrer \| Land \| Team \| Zeit \| \| ------------- \| ------------------ \| ---------------------- \| ------------------ \| ---------------- \| \| 1. \| Geraint Thomas \| Vereinigtes Königreich \| Ineos Grenadiers \| 67 h 32 min 35 s \| \| 2. \| João Almeida \| Portugal \| UAE Team Emirates \| + 18 s \| \| 3. \| Primož Roglič \| Slowenien \| Jumbo-Visma \| + 29 s \| \| 4. \| Damiano Caruso \| Italien \| Bahrain Victorious \| + 2 min 50 s \| \| 5. \| Eddie Dunbar \| Irland \| Team Jayco AlUla \| + 3 min 03 s \| \| 6. \| Lennard Kämna \| Deutschland \| Bora-Hansgrohe \| + 3 min 20 s \| \| 7. \| Bruno Armirail \| Frankreich \| Groupama-FDJ \| + 3 min 22 s \| \| 8. \| Andreas Leknessund \| Norwegen \| Team DSM \| + 3 min 30 s \| \| 9. \| Thymen Arensman \| Niederlande \| Ineos Grenadiers \| + 4 min 09 s \| \| 10. \| Laurens De Plus \| Belgien \| Ineos Grenadiers \| + 4 min 32 s \| |                    |                        |                    |                  |
| |                    |                        |                    |                  |
| Quelle: ProCyclingStats |                    |                        |                    |                  |
| Gesamtwertung |                    |                        |                    |                  |
| Fahrer | Fahrer             | Land                   | Team               | Zeit             |
| 1. | Geraint Thomas     | Vereinigtes Königreich | Ineos Grenadiers   | 67 h 32 min 35 s |
| 2. | João Almeida       | Portugal               | UAE Team Emirates  | + 18 s           |
| 3. | Primož Roglič      | Slowenien              | Jumbo-Visma        | + 29 s           |
| 4. | Damiano Caruso     | Italien                | Bahrain Victorious | + 2 min 50 s     |
| 5. | Eddie Dunbar       | Irland                 | Team Jayco AlUla   | + 3 min 03 s     |
| 6. | Lennard Kämna      | Deutschland            | Bora-Hansgrohe     | + 3 min 20 s     |
| 7. | Bruno Armirail     | Frankreich             | Groupama-FDJ       | + 3 min 22 s     |
| 8. | Andreas Leknessund | Norwegen               | Team DSM           | + 3 min 30 s     |
| 9. | Thymen Arensman    | Niederlande            | Ineos Grenadiers   | + 4 min 09 s     |
| 10. | Laurens De Plus    | Belgien                | Ineos Grenadiers   | + 4 min 32 s     |

| Punktewertung | Punktewertung       | Punktewertung          | Punktewertung         | Punktewertung |
| Fahrer        | Fahrer              | Land                   | Team                  | Punkte        |
| ------------- | ------------------- | ---------------------- | --------------------- | ------------- |
| 1.            | Jonathan Milan      | Italien                | Bahrain Victorious    | 176 P.        |
| 2.            | Derek Gee           | Kanada                 | Israel-Premier Tech   | 118 P.        |
| 3.            | Pascal Ackermann    | Deutschland            | UAE Team Emirates     | 88 P.         |
| 4.            | Toms Skujiņš        | Lettland               | Trek-Segafredo        | 79 P.         |
| 5.            | Nico Denz           | Deutschland            | Bora-Hansgrohe        | 75 P.         |
| 6.            | Michael Matthews    | Australien             | Team Jayco AlUla      | 68 P.         |
| 7.            | Magnus Cort Nielsen | Dänemark               | EF Education-EasyPost | 56 P.         |
| 8.            | Marius Mayrhofer    | Deutschland            | Team DSM              | 53 P.         |
| 9.            | Mark Cavendish      | Vereinigtes Königreich | Astana Qazaqstan Team | 51 P.         |
| 10.           | Vincenzo Albanese   | Italien                | Eolo-Kometa           | 46 P.         |

| Bergwertung | Bergwertung            | Bergwertung | Bergwertung                        | Bergwertung |
| Fahrer      | Fahrer                 | Land        | Team                               | Punkte      |
| ----------- | ---------------------- | ----------- | ---------------------------------- | ----------- |
| 1.          | Ben Healy              | Irland      | EF Education-EasyPost              | 164 P.      |
| 2.          | Davide Bais            | Italien     | Eolo-Kometa                        | 144 P.      |
| 3.          | Einer Rubio            | Kolumbien   | Movistar Team                      | 117 P.      |
| 4.          | Thibaut Pinot          | Frankreich  | Groupama-FDJ                       | 114 P.      |
| 5.          | João Almeida           | Portugal    | UAE Team Emirates                  | 55 P.       |
| 6.          | Toms Skujiņš           | Lettland    | Trek-Segafredo                     | 48 P.       |
| 7.          | Karel Vacek            | Tschechien  | Team Corratec-Selle Italia         | 36 P.       |
| 8.          | Davide Gabburo         | Italien     | Green Project-Bardiani CSF-Faizanè | 33 P.       |
| 9.          | Derek Gee              | Kanada      | Israel-Premier Tech                | 31 P.       |
| 10.         | Aurélien Paret-Peintre | Frankreich  | AG2R Citroën Team                  | 26 P.       |

| Nachwuchswertung | Nachwuchswertung       | Nachwuchswertung | Nachwuchswertung         | Nachwuchswertung |
| Fahrer           | Fahrer                 | Land             | Team                     | Zeit             |
| ---------------- | ---------------------- | ---------------- | ------------------------ | ---------------- |
| 1.               | João Almeida           | Portugal         | UAE Team Emirates        | 67 h 32 min 53 s |
| 2.               | Andreas Leknessund     | Norwegen         | Team DSM                 | + 3 min 12 s     |
| 3.               | Thymen Arensman        | Niederlande      | Ineos Grenadiers         | + 3 min 51 s     |
| 4.               | Einer Rubio            | Kolumbien        | Movistar Team            | + 5 min 25 s     |
| 5.               | Santiago Buitrago      | Kolumbien        | Bahrain Victorious       | + 7 min 03 s     |
| 6.               | Ilan Van Wilder        | Belgien          | Soudal Quick-Step        | + 7 min 28 s     |
| 7.               | Laurens Huys           | Belgien          | Intermarché-Circus-Wanty | + 28 min 18 s    |
| 8.               | Filippo Zana           | Italien          | Team Jayco AlUla         | + 31 min 11 s    |
| 9.               | Valentin Paret-Peintre | Frankreich       | AG2R Citroën Team        | + 42 min 58 s    |
| 10.              | Alexander Cepeda       | Ecuador          | EF Education-EasyPost    | + 50 min 18 s    |

| Mannschaftswertung | Mannschaftswertung    | Mannschaftswertung           | Mannschaftswertung |
| Team               | Team                  | Land                         | Zeit               |
| ------------------ | --------------------- | ---------------------------- | ------------------ |
| 1.                 | Bahrain Victorious    | Bahrain                      | 202 h 09 min 02 s  |
| 2.                 | Ineos Grenadiers      | Vereinigtes Königreich       | + 32 min 31 s      |
| 3.                 | Jumbo-Visma           | Niederlande                  | + 40 min 26 s      |
| 4.                 | UAE Team Emirates     | Vereinigte Arabische Emirate | + 49 min 03 s      |
| 5.                 | Bora-Hansgrohe        | Deutschland                  | + 54 min 33 s      |
| 6.                 | EF Education-EasyPost | Vereinigte Staaten           | + 55 min 30 s      |
| 7.                 | AG2R Citroën Team     | Frankreich                   | + 1 h 06 min 39 s  |
| 8.                 | Astana Qazaqstan Team | Kasachstan                   | + 1 h 11 min 58 s  |
| 9.                 | Team Jayco AlUla      | Australien                   | + 1 h 28 min 22 s  |
| 10.                | Israel-Premier Tech   | Israel                       | + 1 h 39 min 44 s  |

## Ausgeschiedene Fahrer
- Davide Ballerini (Soudal Quick-Step): wegen Erkrankung nicht gestartet
- Simon Clarke (Israel-Premier Tech): wegen Erkrankung nicht gestartet
- Amanuel Ghebreigzabhier (Trek-Segafredo): wegen Rippenschmerzen nach einem Sturz bei der 14. Etappe nicht gestartet
- Pavel Sivakov (Ineos Grenadiers): wegen Sturzfolgen, die er sich bei der 11. Etappe zuzog, während der Etappe aufgegeben[4]